# Strophanthus hispidus
Строфант щетинистий, Коричневий строфант (Strophanthus hispidus) — вид рослин родини кутрові.

## Будова
Коричневий строфант може приймати різні форми: як листопадний кущ, що виростає висотою до 5 метрів, або витка ліана з довгим стеблом, що сягає 30 метрів. Стовбур до 5 см в діаметрі. Квіти рослини мають характерні пелюстки з довгими, звисаючими, стрічкоподібними, перекрученими, відтягнутими кінцями, довжиною 20-25 см і шириною 1 мм.
Усі частини рослини смертельно отруйні.

## Життєвий цикл
Квітне у кінці сухого сезону на початку дощів. Плоди достигають наступного сухого сезону.

## Поширення та середовище існування
Зростає від Сенегалу до Танзанії і на південь до Анголи.

## Практичне використання
З рослини виробляють строфантин, який застосовується в медицині як лікарський засіб, що належить до групи серцевих глікозидів (карденоліди). У традиційній медицині широко використовуються усі частини рослини окрім насіння, що містить найбільше отрути. При промисловому виробництві навпаки використовують насіння, оскільки там карденоліди найбільш чисті та концентровані.
Сік та насіння традиційно застосовується африканськими племенами як отрута для стріл. Для її виготовлення насіння розмелють на шматочки разом з іншими отруйними рослинами чи тваринами, а рідина випаровується, щоб отримати липку масу. 
Вирощувався раніше африканськими племенами для отримання отрути та компонентів для традиційної медицини.

## Галерея

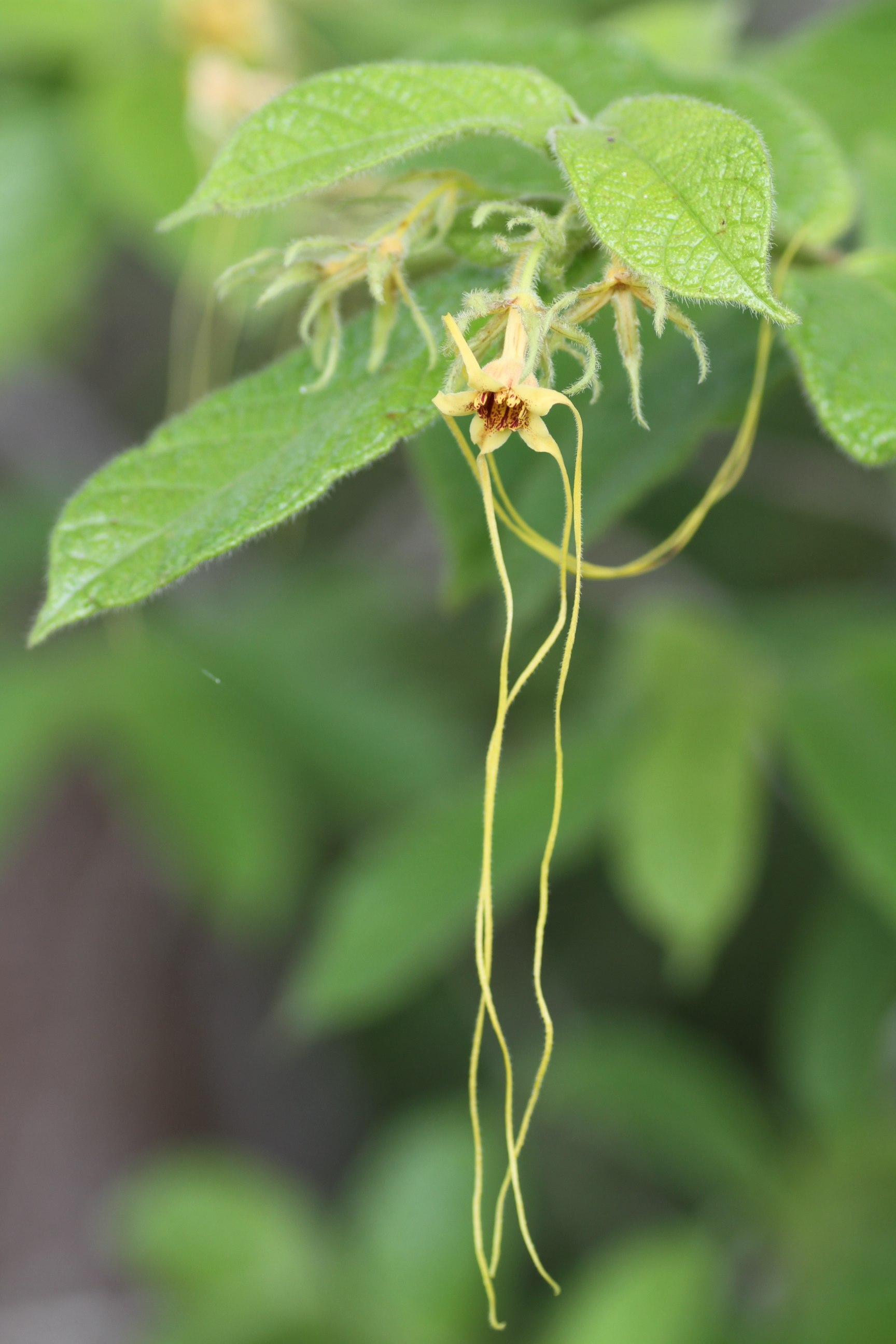
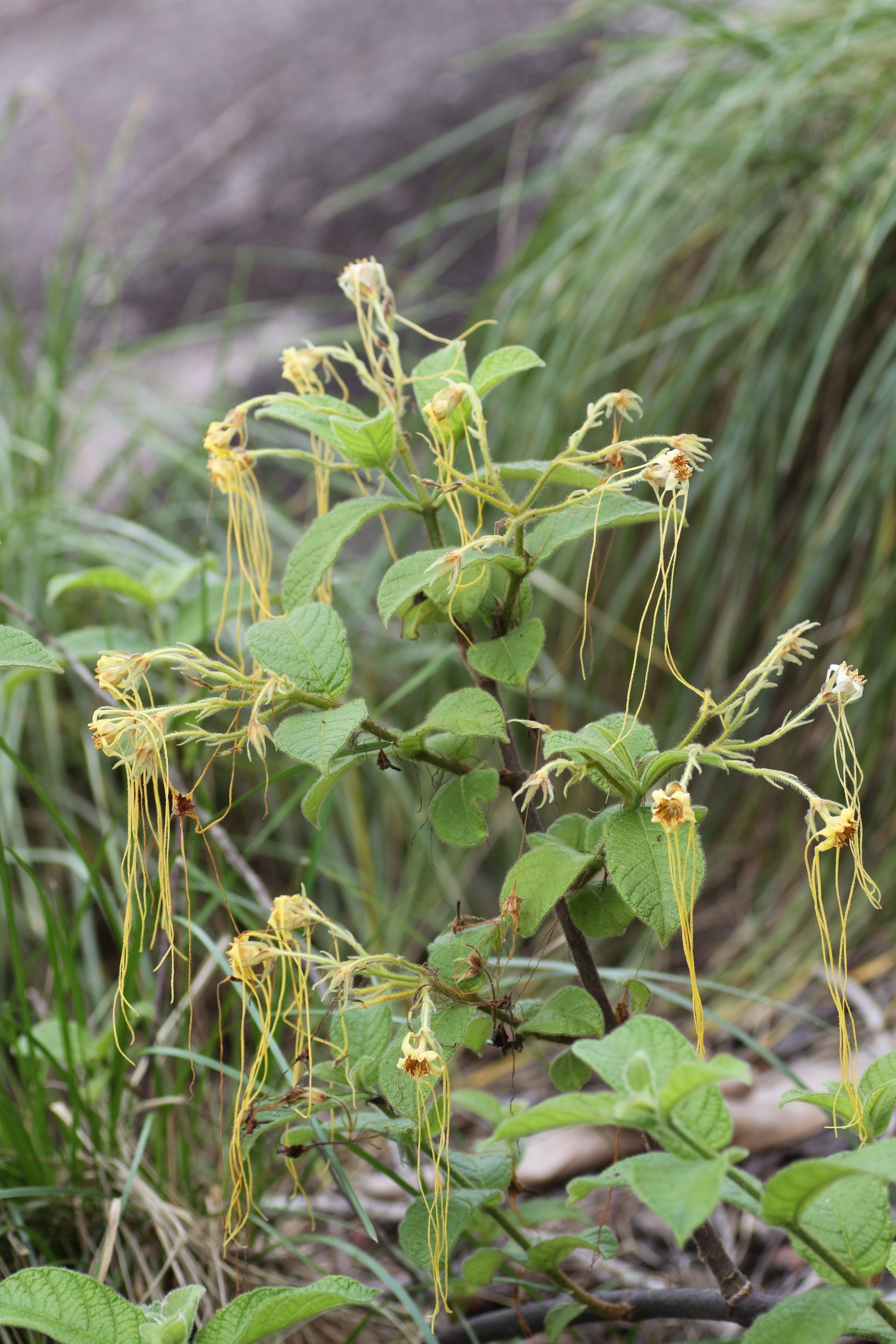